# Conseil régional du culte musulman
En France, un conseil régional du culte musulman est une instance locale du Conseil français du culte musulman. Les conseils régionaux ont été créés en même temps que ce dernier, le 28 mai 2003. Le CRCM est une instance chargée de représenter les associations gestionnaires de lieux de culte et théoriquement les musulmans auprès des autorités.
Le travail des CRCM est organisé en commissions sur différentes thématiques liées au culte : cimetières, formation d'imams, pèlerinages, viande halal…